# Lin sous-arbrisseau
Linum suffruticosum
Espèce
Classification phylogénétique
Le Lin sous-arbrisseau, également appelé Lin à feuilles de soude, Lin ligneux ou Lin à feuilles de Salsola (Linum suffruticosum), est une espèce de plantes à fleurs du genre Linum et de la famille des Linaceae.

## Description
C'est une petite plante herbacée vivace (haute de 10 à 40 cm) formant de nombreuses tiges formant des touffes. Les feuilles des tiges fleuries sont écartées, celles des tiges stériles très rapprochées, étroites, en forme d'aiguille. Les fleurs possèdent 5 pétales blancs ou rosés, 3 à 4 fois plus longs que les sépales à 3 nervures et bordés de cils glanduleux.

## Habitat
Pelouses calcaires arides jusqu'à 1 500 m des Alpes du Sud ainsi que d'une partie du Sud-Ouest et des Pyrénées.

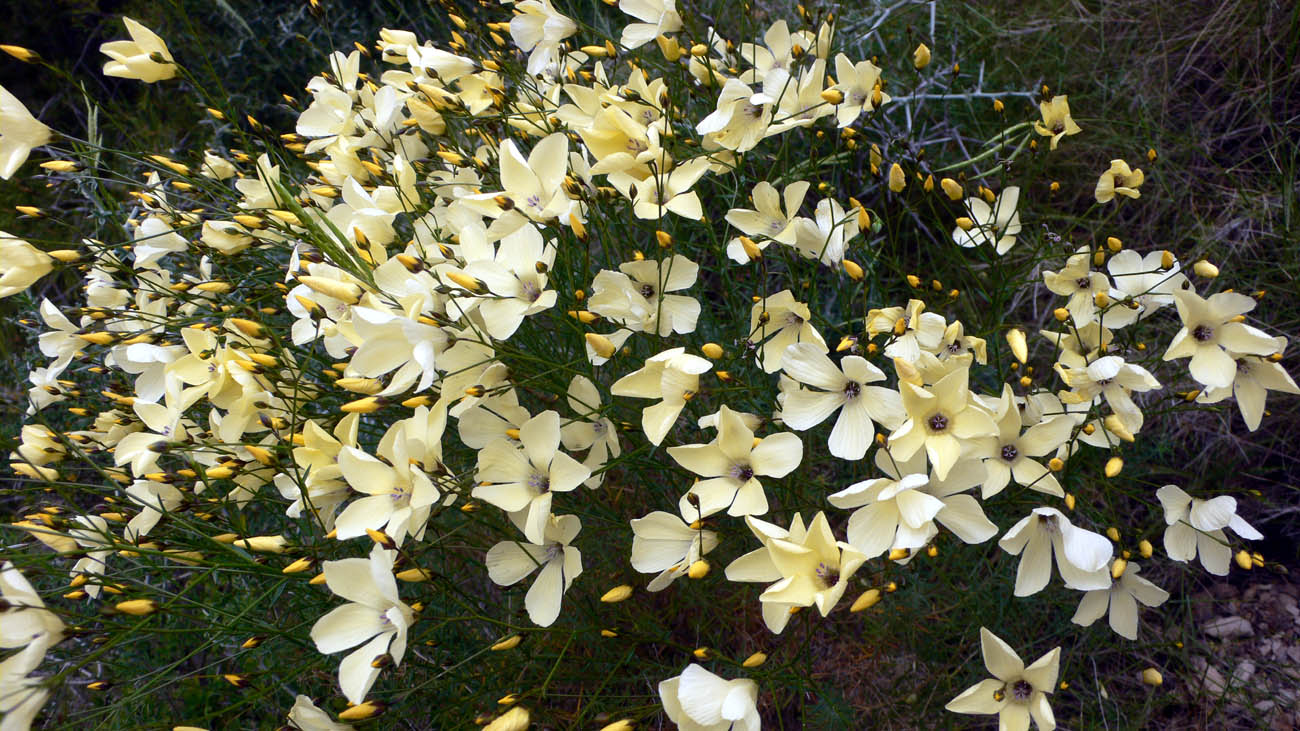
Lin sous-arbrisseau.